# حوت الهملايا
حوت الهملايا (الاسم العلمي:†Himalayacetus) هو جنس انقراض من الثدييات يتبع فصيلة الحيتان الجوالة من رتبة مزدوجات الأصابع.